# Antonio Maggioni
Antonio Maggioni (Bergamo, 18 ottobre 1946) è un ex calciatore italiano, di ruolo difensore.

## Carriera
Antonio Maggioni ha totalizzato complessivamente 146 presenze in Serie A con le maglie di Lazio, Palermo, Atalanta e Genoa, realizzando una sola rete – nella stagione 1966-1967, in occasione della vittoria interna della Lazio sul Lecco.
Ha inoltre collezionato 147 presenze e 4 reti in Serie B, categoria nella quale ha ottenuto due promozioni in massima serie: nell'annata 1967-1968 con il Verona e nel campionato 1970-1971 con l'Atalanta, in questo ultimo caso dopo gli spareggi contro Bari e Catanzaro – e dove il difensore fu autore della rete decisiva in Atalanta-Catanzaro (1-0), giocata il 23 giugno 1971 sul campo neutro di Bologna, che sancì la promozione in Serie A della squadra orobica.